# Pablo Álvarez Fernández
Pablo Álvarez Fernández (León, 1988) es un ingeniero aeronáutico y astronauta español. En noviembre de 2022 fue seleccionado por la Agencia Espacial Europea (ESA) en calidad de astronauta titular en la promoción de 2022y fue en abril de 2024 cuando se graduó como tal.

## Trayectoria
Nacido en León, su familia procede de Omaña, en concreto de Sabugo y Garueña. En 2009 se graduó en ingeniería aeronáutica por la Universidad de León y en 2011 obtuvo un máster en ingeniería aeroespacial por la Universidad Politécnica de Varsovia. Entre 2011 y 2017 trabajó como ingeniero estructural en varios programas de aviación para Airbus y Safran en España, Reino Unido y Francia, donde estuvo involucrado en proyectos como el A350, el A380, el Boeing 777 y el COMAC C919.
Entre 2017 y 2020 trabajó como arquitecto mecánico del rover Rosalind Franklin de la misión ExoMars en Airbus Defence and Space en Reino Unido, donde fue responsable del diseño y desarrollo de la estructura y la instalación de los distintos instrumentos científicos con los que va equipado el vehículo, así como de su integración en la plataforma de aterrizaje, además de ser director de pruebas durante la campaña de pruebas ambientales. También trabajó en el diseño, desarrollo y pruebas de los diferentes sellos del rover ExoMars para evitar la contaminación biológica.
En 2020 se incorporó como gestor de proyectos en Airbus España. En noviembre de 2022 fue seleccionado por la Agencia Espacial Europea (ESA) como titular en su promoción de astronautas de 2022, en la que también fue seleccionada la leonesa Sara García Alonso.
El 22 de abril de 2024 se graduó como astronauta de la ESA en Colonia, donde estuvo entrenando durante un año, entre una promoción de más de 22 500 candidatos. Así, se convirtió en el segundo astronauta español y el primero en 31 años desde la graduación de Pedro Duque en 1993.